# أولاد سلطان (بوعروس)
أولاد سلطان هي إحدى مشيخات المملكة المغربية، تتبع جغرافيا لإقليم تاونات وإداريًا لبوعروس. يقدر عدد سكانها بـ 2516 نسمة حسب الإحصاء الرسمي للسكان والسكنى لسنة 2004.